# Conus arcuatus
Conus arcuatus är en snäckart som beskrevs av William John Broderip och Sowerby 1829. Conus arcuatus ingår i släktet Conus och familjen kägelsnäckor. Inga underarter finns listade i Catalogue of Life.

## Bildgalleri

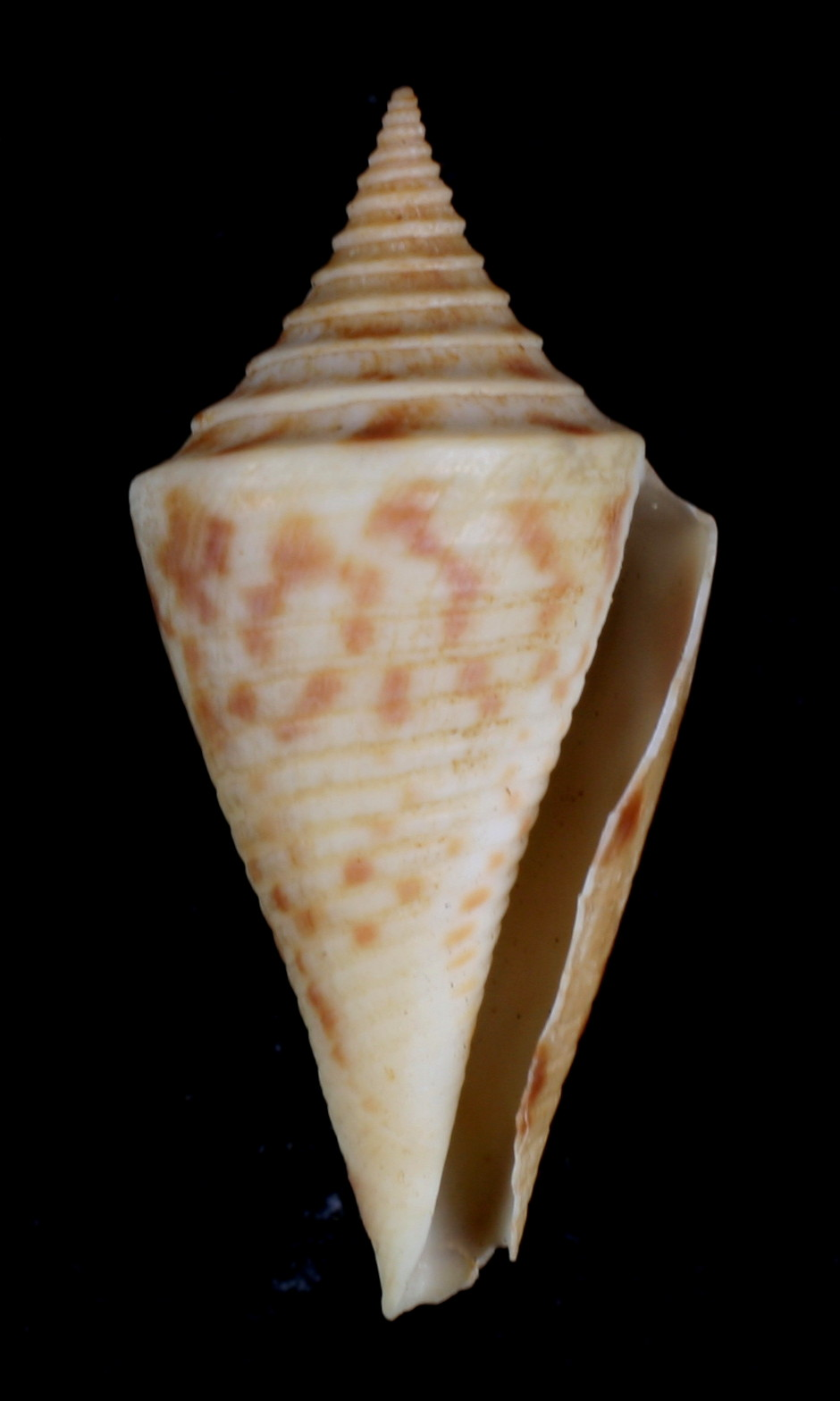
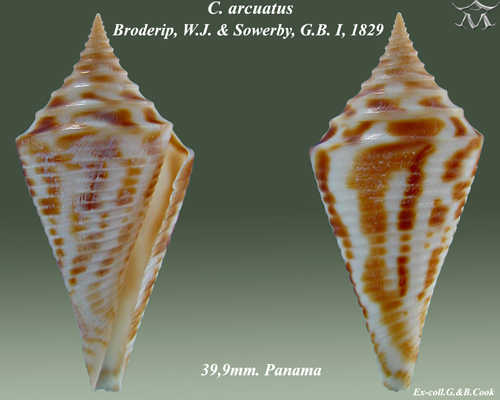